# نجد السنف (يريم)

تعديل مصدري - تعديل

نجد السنف محلة تابعة لقرية الشقاحي، التابعة لعزلة بني عمر بمديرية يريم إحدى مديريات محافظة إب في الجمهورية اليمنية.، بلغ تعداد سكانها 44 حسب تعداد اليمن لعام 2004.